# يابلكا
الحزب الديمقراطي الروسي المتحد (بالروسية: Росси́йская объединённая демократи́ческая па́ртия , رسيسكايا أوبدينيوننايا ديموكراتيتشيسكايا براتييا) ويعرف اختصاراً باسم يابلاكا (بالروسية: Я́блоко تعني التفاحة)، حزب سياسي روسي ليبرالي اشتراكي التوجه، أسسه جريجوري يافلينسكي مع زعيم الحزب الحالي سيرغي ميتروخين، يعد يابلكا من أبرز أحزاب المعارضة الروسيّة.